# انباشت سرمایه
انباشت سرمایه (انگلیسی: Capital accumulation) پایهٔ نظام اقتصادی سرمایه‌داری است که در آن فعالیت اقتصادی پیرامون انباشت سرمایه شکل می‌گیرد که سرمایه‌گذاری به منظور کسب سود مالی تعریف می‌شود. در این زمینه، سرمایه، پول یا ذخیرهٔ مالی سرمایه‌گذاری شده به منظور کسب پول بیشتر (چه به شکل سود، رانت، بهره، حق اشتراک، کسب سرمایه یا برخی دیگر از اشکال بازگشت) تعریف می‌شود.